# Jimmy Greaves
James Peter ("Jimmy") Greaves (Manor Park, 20 februari 1940 – Danbury (Essex), 19 september 2021) was een Engels voetballer. Hij is vijfde op de lijst van doelpuntenmakers voor het Engelse nationale team.

## Clubcarrière
Greaves maakte zijn debuut als profvoetballer voor Chelsea in 1957. Tijdens dit debuut scoorde hij meteen. Bij Chelsea werd hij twee keer topscorer van de Engelse competitie (in 1959 en 1961) en zijn 41 competitietreffers in 1961 vormen nog steeds een clubrecord.
In 1960 werd Greaves de jongste speler ooit, die honderd doelpunten in de Engelse competitie had gemaakt (20 jaar en 290 dagen) en een paar jaar later werd hij samen met Dixie Dean de jongste speler ooit die tweehonderd goals maakte. Hij was op dat moment pas 23 jaar.
Nadat Greaves voor de tweede keer topscorer van Engeland was geworden besloot hij te vertrekken naar AC Milan, ondanks een heel grote aanbieding van Newcastle United. In Milaan kon hij echter niet wennen en na twaalf competitiewedstrijden en negen goals vertrok hij alweer.
Manager Bill Nicholson haalde het talent naar Tottenham Hotspur voor het rare bedrag van £ 99.999. Tottenham wilde haar nieuwe aanwinst niet de druk opleggen om de eerste speler te zijn die werd gehaald voor 100.000 pond en daarom betaalde de club een pond minder. Bij Tottenham beleefde Greaves de grootste successen uit zijn loopbaan. Hij speelde negen jaar voor de club, waarin hij een levende legende werd. In 379 wedstrijden scoorde hij 266 goals, waaronder 220 competitietreffers. Vier keer werd hij topscorer van Engeland (1963, 1964, 1965 en 1969), een prestatie die hij in totaal zes keer in zijn carrière heeft neergezet, ook dit heeft nog nooit iemand hem nagedaan.
Bij de Spurs won Greaves ook prijzen. In 1962 en 1967 won hij de FA Cup. In 1963 zorgde hij ervoor dat Tottenham de eerste Engelse club werd die een Europacup won. De club versloeg Atlético Madrid in de finale van de Europacup II met 5-1, met onder meer twee goals van Greaves.
Na zijn zeer succesvolle periode bij Tottenham voetbalde Greaves nog enkele jaren door. In 1970 vertrok hij naar West Ham United. Voor deze club scoorde hij weer tijdens zijn debuut, dit lukte hem bij elke club waar hij speelde (inclusief Engeland en Engeland onder 21). In 1971 stopte Greaves met voetballen. Tijdens zijn imposante loopbaan speelde hij 516 competitiewedstrijden, waarin hij 357 goals maakte, ook dit is weer een record.
Een aantal jaren later, Greaves was intussen 35 jaar oud, maakte hij een comeback. Hij speelde een jaar voor Brentwood Town en een jaar voor Chelmsford City. Na een jaar werkloos te zijn geweest speelde hij zijn laatste seizoen voor Barnet. De inmiddels 38-jarige Greaves liet zien dat hij het voetballen nog steeds niet verleerd was. Hij speelde op het middenveld, maakte 25 goals en werd speler van het jaar van de club. Vervolgens voetbalde hij ook nog enkele wedstrijden voor de semiprofs van Woodford Town en in 1980 maakte hij definitief een einde aan zijn carrière.

## Interlandcarrière

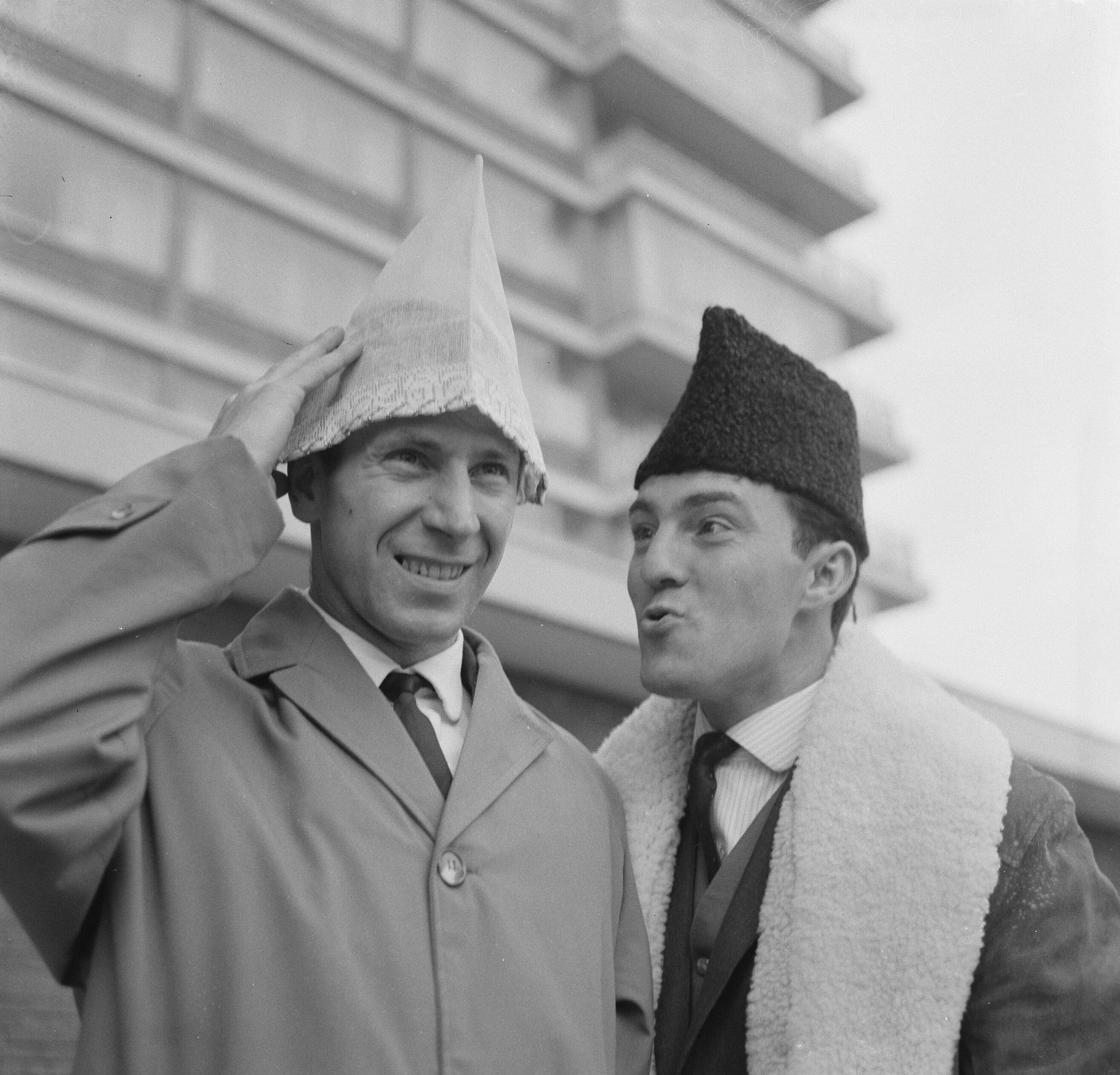
Bobby Charlton en Jimmy Greaves in Amsterdam (1964)

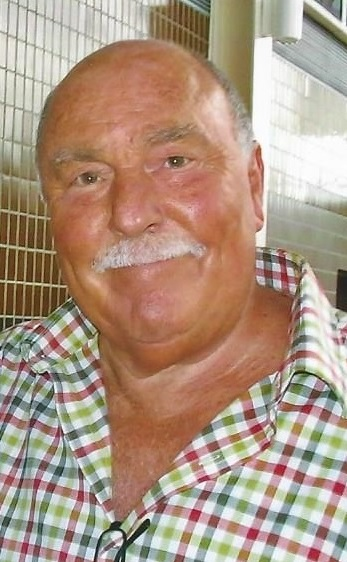
Jimmy Greaves in 2007

In 1959 maakte Greaves zijn debuut voor Engeland. In totaal speelde hij 57 interlands, waarin hij 44 keer scoorde. Hiermee staat hij vierde op de lijst van doelpuntenmakers voor Engeland, na Wayne Rooney (53), Bobby Charlton (49) en Gary Lineker (48). Deze hadden daar echter veel meer wedstrijden voor nodig. Een record dat wel in handen is van Greaves is het aantal hattricks voor Engeland: zes. Tijdens het British Home Championship maakte hij in drie opeenvolgende wedstrijden zeven doelpunten.
Tijdens het wereldkampioenschap voetbal 1962 speelde Greaves een memorabele wedstrijd tegen Brazilië. Tijdens deze wedstrijd rende een zwerfhond het veld op. Alle spelers staakten de wedstrijd en probeerden tevergeefs om de hond te vangen. Uiteindelijk was het Greaves die de hond te pakken kreeg, maar voordat hij het dier van het veld kon verwijderen, urineerde deze nog wel even over het shirt van de aanvaller. De Braziliaan Garrincha vond het incident zo grappig dat hij de hond mee naar huis nam en hem hield als huisdier.
Bij het WK 1966, dat Engeland won, was Greaves ook basisspeler. Tijdens een wedstrijd tegen Frankrijk liep hij een beenblessure op waardoor hij vervangen moest worden. Zijn vervanger, Geoff Hurst speelde goed, scoorde de winnende goal in de kwartfinale tegen Argentinië en scoorde een hattrick in de finale (onder andere de beroemde winnende "goal" via de onderkant van de lat), waardoor Engeland het WK won.
Een van de beroemdste voetbalfoto's ooit toont Jimmy Greaves op de bank na de gewonnen finale. Op de foto springen alle reservespelers opgetogen overeind bij het laatste fluitsignaal. Greaves blijft echter op de bank zitten en lijkt te balen. Later is hij altijd blijven benadrukken dat hij net zo blij was als de rest van de spelers en dat hij niet vond dat hij recht had om zijn plaats terug te krijgen,  nadat hij hersteld was van zijn blessure. Zijn reactie na de wedstrijd sprak echter voor zich. Terwijl de rest van de selectie naar een officieel banket ging, ging Greaves op vakantie samen met zijn vrouw.

## Naast het voetbal
In het midden van de jaren zeventig had Greaves last van een alcoholprobleem. Uiteindelijk stopte hij met alcohol drinken in februari 1978.
Na zijn carrière als voetballer werd hij presentator op televisie. Hij werkte samen met Ian St. John, waarmee hij een show over voetbal genaamd Saint and Greavsie begon. Het programma startte in 1985 en eindigde in 1992. Greaves kwam ook op televisie als criticus en deed mee aan de sportquiz Sporting Triangles. Hij was presentator van de populaire kindershow The Saturday Show. Verder had hij heel kort zijn eigen talkshow, was hij jarenlang columnist voor de krant The Sun en beantwoordde hij brieven van lezers in Shoot Magazine.
In 2002 werd Greaves ingewijd in de Hall Of Fame van het Engelse voetbal en een jaar later schreef hij zijn autobiografie Greavsie.
Greaves trouwde in 1958. In 2015 werd hij getroffen door een beroerte. In april 2020 moest hij opnieuw opgenomen worden in een ziekenhuis. Op 19 september 2021 overleed hij in zijn woning in Danbury (Essex) op 81-jarige leeftijd.

## Erelijst
AC Milan
- Serie A (1): 1961/62

 Tottenham Hotspur
- FA Cup (2): 1961/62, 1966/67
- FA Charity Shield (2): 1962, 1967 (gedeeld)
- Europacup II (1): 1962/63

 Engeland
- Wereldkampioenschap voetbal (1): 1966
- British Home Championship (5): 1959/60 (gedeeld), 1960/61, 1963/64 (gedeeld), 1964/65, 1965/66